# Okręg wyborczy nr 86 do Senatu Rzeczypospolitej Polskiej
Okręg wyborczy nr 86 do Senatu Rzeczypospolitej Polskiej obejmuje obszar powiatów nidzickiego, olsztyńskiego i szczycieńskiego oraz miasta na prawach powiatu Olsztyna (województwo warmińsko-mazurskie). Wybierany jest w nim 1 senator na zasadzie większości względnej.
Utworzony został w 2011 na podstawie Kodeksu wyborczego. Po raz pierwszy zorganizowano w nim wybory 9 października 2011. Wcześniej obszar okręgu nr 86 należał do okręgu nr 34.
Siedzibą okręgowej komisji wyborczej jest Olsztyn.

## Reprezentanci okręgu
| Rok  | Rok  | Senator         | Komitet wyborczy                           |
| ---- | ---- | --------------- | ------------------------------------------ |
|      | 2011 | Ryszard Górecki | Platforma Obywatelska RP                   |
|      | 2015 | Lidia Staroń    | KWW Lidia Staroń – Zawsze po stronie ludzi |
| 2019 |      | Lidia Staroń    | KWW Lidia Staroń – Zawsze po stronie ludzi |
|      | 2023 | Ewa Kaliszuk    | KKW Koalicja Obywatelska PO .N iPL Zieloni |

## Wyniki wyborów
Symbolem „●” oznaczono senatorów ubiegających się o reelekcję.

### Wybory parlamentarne 2011
| Kandydat                                                                                      | Kandydat           | Komitet wyborczy             | Głosów | Głosów | Głosów |
| Kandydat                                                                                      | Kandydat           | Komitet wyborczy             | Liczba | %      | +/–    |
| --------------------------------------------------------------------------------------------- | ------------------ | ---------------------------- | ------ | ------ | ------ |
|                                                                                               | Ryszard Górecki ●  | Platforma Obywatelska RP     | 84 271 | 58,87  | –      |
|                                                                                               | Selim Chazbijewicz | Prawo i Sprawiedliwość       | 33 653 | 23,51  | –      |
|                                                                                               | Janusz Lorenz      | Sojusz Lewicy Demokratycznej | 25 233 | 17,63  | –      |
| Frekwencja: 47,40% Liczba głosów ważnych: 143 157 (96,39%) Źródło: Państwowa Komisja Wyborcza |                    |                              |        |        |        |

*Ryszard Górecki reprezentował w Senacie VII kadencji (2007–2011) okręg nr 34.

### Wybory parlamentarne 2015
| Kandydat                                                                                      | Kandydat          | Komitet wyborczy                           | Głosów | Głosów | Głosów |
| Kandydat                                                                                      | Kandydat          | Komitet wyborczy                           | Liczba | %      | +/–    |
| --------------------------------------------------------------------------------------------- | ----------------- | ------------------------------------------ | ------ | ------ | ------ |
|                                                                                               | Lidia Staroń      | KWW Lidia Staroń – Zawsze po stronie ludzi | 63 870 | 43,79  | –      |
|                                                                                               | Ryszard Górecki ● | Platforma Obywatelska RP                   | 48 597 | 33,32  | –25,55 |
|                                                                                               | Bożenna Ulewicz   | Prawo i Sprawiedliwość                     | 33 372 | 22,88  | –0,63  |
| Frekwencja: 47,62% Liczba głosów ważnych: 145 839 (97,20%) Źródło: Państwowa Komisja Wyborcza |                   |                                            |        |        |        |

### Wybory parlamentarne 2019
| Kandydat                                                                                      | Kandydat            | Komitet wyborczy                           | Głosów  | Głosów | Głosów |
| Kandydat                                                                                      | Kandydat            | Komitet wyborczy                           | Liczba  | %      | +/–    |
| --------------------------------------------------------------------------------------------- | ------------------- | ------------------------------------------ | ------- | ------ | ------ |
|                                                                                               | Lidia Staroń ●      | KWW Lidia Staroń – Zawsze po stronie ludzi | 106 035 | 59,46  | +15,67 |
|                                                                                               | Jarosław Słoma      | KKW Koalicja Obywatelska PO .N iPL Zieloni | 44 589  | 25,00  | –8,23  |
|                                                                                               | Andrzej Maciejewski | Prawica                                    | 21 943  | 12,30  | –      |
|                                                                                               | Leszek Bubel        | KWW Leszka Henryka Bubla                   | 5771    | 3,24   | –      |
| Frekwencja: 58,65% Liczba głosów ważnych: 178 338 (98,20%) Źródło: Państwowa Komisja Wyborcza |                     |                                            |         |        |        |

### Wybory parlamentarne 2023
| Kandydat                                                                                      | Kandydat             | Komitet wyborczy                           | Głosów | Głosów | Głosów |
| Kandydat                                                                                      | Kandydat             | Komitet wyborczy                           | Liczba | %      | +/–    |
| --------------------------------------------------------------------------------------------- | -------------------- | ------------------------------------------ | ------ | ------ | ------ |
|                                                                                               | Ewa Kaliszuk         | KKW Koalicja Obywatelska PO .N iPL Zieloni | 93 766 | 43,78  | +18,78 |
|                                                                                               | Lidia Staroń ●       | KWW Lidia Staroń – Zawsze po stronie ludzi | 66 617 | 31,10  | –28,36 |
|                                                                                               | Zbigniew Purpurowicz | Prawo i Sprawiedliwość                     | 36 131 | 16,87  | –      |
|                                                                                               | Janusz Prucnal       | Konfederacja Wolność i Niepodległość       | 13 396 | 6,25   | –      |
|                                                                                               | Anna Orzechowska     | Wolni i Solidarni                          | 4268   | 1,99   | –      |
| Frekwencja: 71,94% Liczba głosów ważnych: 214 178 (98,64%) Źródło: Państwowa Komisja Wyborcza |                      |                                            |        |        |        |